# Apiales
Ordre
Classification APG III (2009)
Les Apiales sont un ordre de plantes dicotylédones.
En classification classique de Cronquist (1981) il comprend deux familles :
- Apiacées ou Ombellifères (famille de la carotte).
- Araliacées (famille du ginseng et du lierre).

En classification phylogénétique APG (1998) la circonscription était:
- ordre Apiales
- : famille Apiaceae
- : famille Araliaceae
- : famille Aralidiaceae
- : famille Griseliniaceae
- : famille Melanophyllaceae
- : famille Pittosporaceae
- : famille Torricelliaceae

En classification phylogénétique APG II (2003) la circonscription était:
- ordre Apiales
- : famille Apiaceae
- : famille Araliaceae
- : famille Aralidiaceae
- : famille Griseliniaceae
- : famille Mackinlayaceae
- : famille Melanophyllaceae
- : famille Myodocarpaceae
- : famille Pennantiaceae
- : famille Pittosporaceae
- : famille Torricelliaceae

Le Angiosperm Phylogeny Website [19 décembre 2006] limite cet ordre:
- ordre Apiales
- : famille Apiaceae
- : famille Araliaceae
- : famille Griseliniaceae
- : famille Myodocarpaceae
- : famille Pennantiaceae
- : famille Pittosporaceae
- : famille Torricelliaceae

En classification phylogénétique APG III (2009) la circonscription est:
- ordre Apiales Nakai (1930)
- : famille Apiaceae Lindl. (1836)  (incluant Mackinlayaceae Doweld)
- : famille Araliaceae Juss. (1789)
- : famille Griseliniaceae J.R.Forst. & G.Forst. ex A.Cunn. (1839)
- : famille Myodocarpaceae Doweld (2001)
- : famille Pennantiaceae J.Agardh (1858)
- : famille Pittosporaceae R.Br. (1814)
- : famille Torricelliaceae Hu (1934) (incluant Aralidiaceae Philipson & B.C.Stone, Melanophyllaceae Takht. ex Airy Shaw)